# کوه اسکایاسکریپر
کوه اسکایاسکریپر (به انگلیسی: Skyscraper Mountain) یک کوه در ایالات متحده آمریکا است که در شهرستان پیرس، واشینگتن واقع شده‌است. کوه اسکایاسکریپر ۲٬۱۵۷٫۴ متر بالاتر از سطح دریا واقع شده‌است.